# دياني مادن
دياني مادن (بالإنجليزية: Diane Madden)‏ هي مصممة رقص أمريكية، ولدت في 1959.